# Боромики (заказник)

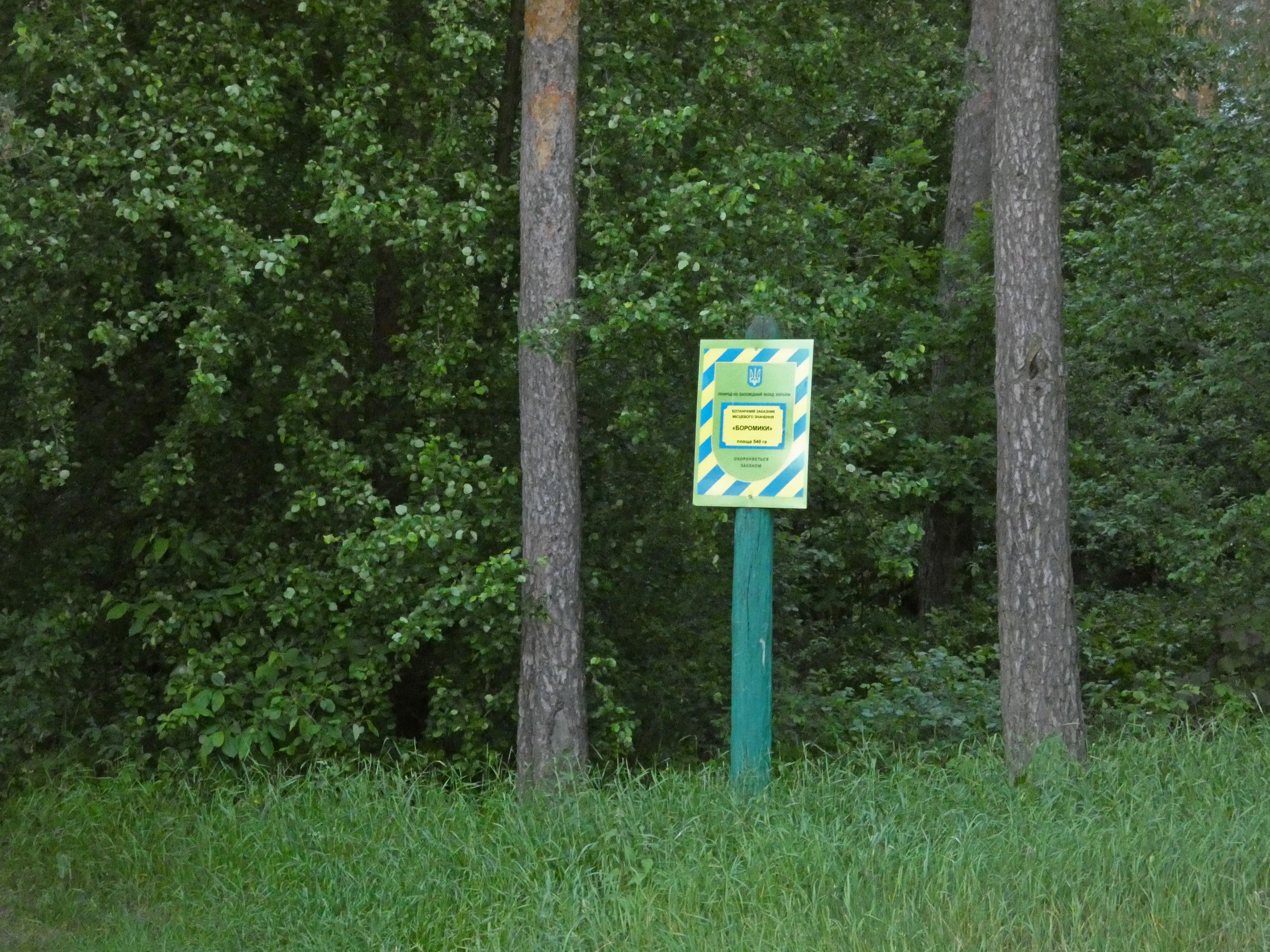
Боромики (заказник)

Бороми́ки — ботанічний заказник місцевого значення в Україні. Розташований у межах Ніжинського району Чернігівської області, на захід від села Вертіївка. 
Площа 540 га. Статус присвоєно згідно з рішенням Чернігівського облвиконкому від 27.04.1964 року № 236; від 10.06.1972 року № 303; від 04.12.1978 року № 529; від 28.08.1989 року № 164. Перебуває у віданні ДП «Ніжинське лісове господарство» (Вертіївське л-во, кв. 118–126). 
Статус присвоєно для збереження частини лісового масиву з високопродуктивними насадженнями дуба і сосни. У домішку — береза, вільха, осика та інші. 
Заказник «Боромики» входить до складу Ніжинського регіонального ландшафтного парку.